# Glen Pass
 Glen Pass (også kendt som Blue Flower Pass ) er et bjergpas i Sierra Nevada, der ligger i Kings Canyon National Parken, i det østlige Fresno County, Californien, USA. Dette pas forbinder Rae Lakes i 3.214 meters højde med Charlotte Lake i 3.200 meters højde. 
Passet er opkaldt efter Glen H. Crow, en Forest Service medarbejder. 